# Nigél Thatch
Nigél Thatch (East St. Louis, 8 agosto 1976) è un attore statunitense.

## Biografia
Thatch è nato a East St. Louis, Illinois, nel 1976. Negli anni '1990 ha recitato nella serie televisiva The Parent 'Hood. Ha vestito i panni di "Leon" in una serie di spot pubblicitari della Budweiser. Nel 2002 ha recitato in American Dreams. Nel 2017 ha preso parte alla serie della CW Valor. Ha interpretato Malcolm X nelle prime due stagioni della serie TV Godfather of Harlem (2019-2021) ed è stato candidato per un premio al miglior attore non protagonista alla 51ª edizione dei NAACP Image Awards. Ha interpretato Malcolm X anche nel film Selma - La strada per la libertà del 2014.

## Filmografia parziale

### Cinema
- Selma - La strada per la libertà (Selma), regia di Ava DuVernay (2014)

### Televisione
- Beverly Hills 90210 - serie TV, episodio 7x1 (1996)
- Moesha - serie TV, episodi 1x3 e 5x8 (1996-1999)
- Ultime dal cielo (Early Edition) - serie TV, episodio 2x6 (1997)
- Settimo cielo (7th Heaven) - serie TV, episodio 2x13 (1998)
- NYPD - New York Police Department (NYPD Blue) - serie TV, episodio 7x11 (2000)
- Girlfriends - serie TV, episodio 1x11 (2000)
- Arli$$ - serie TV, episodio 7x4 (2002)
- Senza traccia (Without a Trace) - serie TV, episodio 1x10 (2002)
- American Dreams - serie TV, 6 episodi (2003)
- Half & Half - serie TV, epispdio 2x17 (2004)

- Valor - serie TV, 13 episodi (2017–2018)
- Godfather of Harlem - serie TV, 20 episodi (2019-2021)

## Doppiatori italiani
- Massimo Bitossi in Selma - La strada per la libertà